# Irisbus Cacciamali Urby

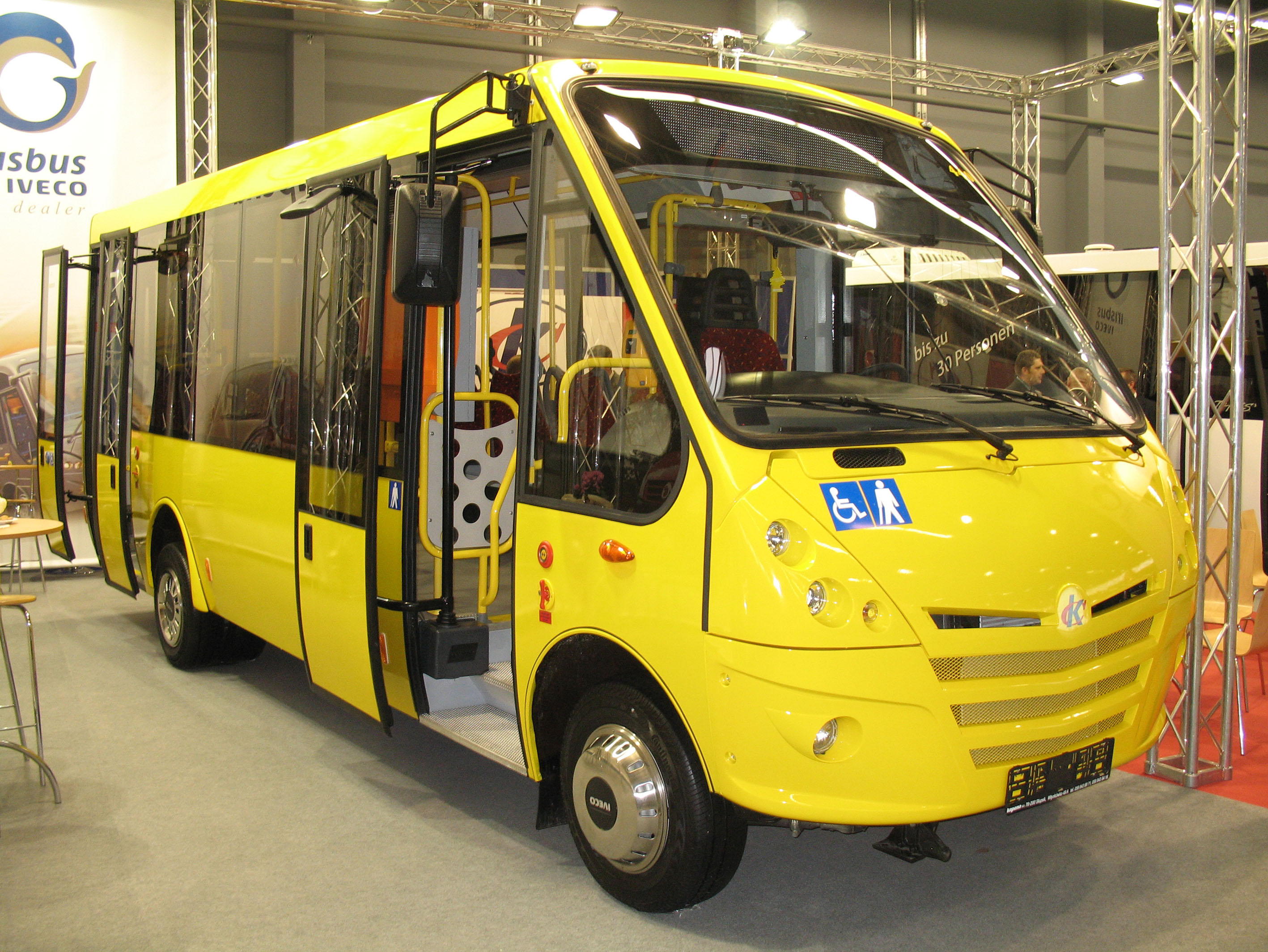
Kapena Urby (2011)

Irisbus Cacciamali Urby — автобус особо малой вместимости, выпускаемый компанией Irisbus в 2005—2017 годах на шасси Iveco Daily 65C.

## История
С 2005 по 2010 год автобус Irisbus Cacciamali Urby производился компанией Iveco, до 2017 года автобус производился дочерней компанией Kapena. Вместимость автобуса составляет 36 мест, из которых 15 — сидячие, 21 — стоячие. Дополнительно присутствует место для колясок.
Автобус производился под видом маршрутного и школьного. Модель оснащена 3-литровым дизельным двигателем внутреннего сгорания Iveco F1C.
Также производились газомоторные модификации.